# 경주 백률사 금동약사여래입상
경주 백률사 금동약사여래입상(慶州 栢栗寺 金銅藥師如來立像)은 대한민국 경상북도 경주시 북쪽 소금강산의 백률사에 있다가 국립경주박물관으로 옮겨진 불상이다. 신라 3대 금동상의 하나로 유일한 입상이다. 1962년 12월 20일 대한민국의 국보 제28호 백률사 금동약사여래입상으로 지정되었다가, 2010년 6월 28일 현재의 명칭으로 변경되었다.
높이는 1.8m, 두 손을 결실한 외에는 완전한 입상이며 넓적한 얼굴, 맥이 빠져 축 늘어진 천의의 주름, 그 밑에 엿보이는 힘없는 체구 등 그러면서 아직 전적으로 경화, 형식화되지 않은 인상이 8세기 후반이나 아니면 9세기 초 무렵의 신라동불을 잘 보여주고 있다. 대좌와 광배는 없다.8세기말부터 9세기에 걸쳐서 많이 만들어진 이러한 약사불(藥師佛)의 유행은 아마 당시 계속되었던 흉작, 질병과 관계가 있으리라고 생각된다.

## 개요
경주시 북쪽 소금강산의 백률사에 있던 것을 1930년에 국립경주박물관으로 옮겨 놓은 것이며, 전체 높이 1.77m의 서 있는 불상으로 모든 중생의 질병을 고쳐준다는 약사불을 형상화한 것이다.
머리는 신체에 비해 크지 않은 편이며, 둥근 얼굴·긴 눈썹·가는 눈·오똑한 코·작은 입 등에서는 우아한 인상을 풍기고 있지만, 8세기 중엽의 이상적인 부처의 얼굴에 비해 긴장과 탄력이 줄어든 모습이다. 커다란 체구에 비해 어깨는 약간 빈약하게 처리된 느낌이지만 어깨의 굴곡은 신체에 밀착된 옷을 통해 잘 드러나고 있다. 양 어깨를 감싸고 입은 옷은 두 팔에 걸쳐 흘러내리고 있으며 앞가슴에는 치마의 매듭이 보인다. 앞면에는 U자형의 주름을 연속적인 선으로 그리고 있는데 조금은 도식적으로 표현되어 있다. 신체는 아래로 내려갈수록 중후해지며 옷자락들도 무거워 보이는데, 이것은 상체를 뒤로 젖힘으로 인해 자연스럽게 솟아오른 단전과 더불어 불상의 특징을 잘 보여주고 있다. 두 손은 없어졌으나 손목의 위치와 방향으로 보아 오른손은 위로 들어 손바닥을 보이고, 왼손에는 약그릇이나 구슬을 들고 있었던 것으로 보인다.
다소 평면적인 느낌을 주지만 신체의 적절한 비례와 조형기법이 우수하여 경주 불국사 금동비로자나불좌상(국보 제26호), 경주 불국사 금동아미타여래좌상(국보 제27호)과 함께 통일신라시대의 3대 금동불상으로 불린다.

## 참고 자료
- 경주 백률사 금동약사여래입상 - 국가유산청 국가유산포털